# Wieling

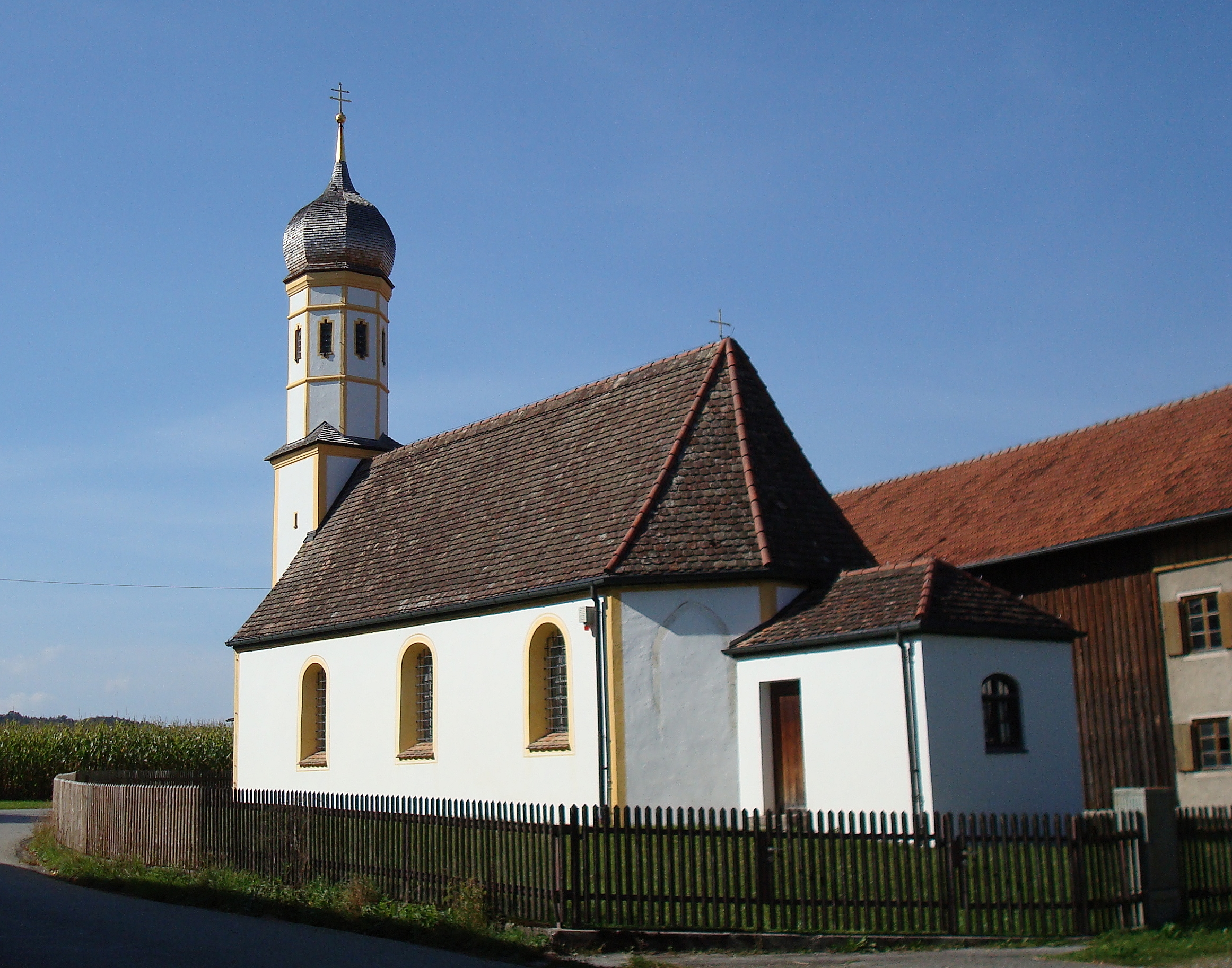
Filialkirche St. Nikolaus

Wieling ist ein Kirchdorf in der Gemeinde Feldafing in Bayern.

## Lage
Wieling liegt westlich von Feldafing, südlich von Aschering und nördlich von Traubing. Das Kirchdorf liegt direkt an der Bundesstraße 2 auf einer Höhe von 659 m ü. NN.
Eine Besonderheit der Ortschaft ist, dass es keine Straßenbezeichnungen gibt, sondern alle Anwesen die Anschrift Wieling mit einer Hausnummer haben. Die Anwesen wurden zum größten Teil nach dem Erbauungszeitpunkt nummeriert.

## Geschichte
Kurz nachdem Kaspar Weiler, Besitzer der Hofmark Garatshausen den Besitz zu Wieling erworben hatte, wurde ihm 1566 das Hofmarksprivileg zu gesprochen. Die Hofmarkt Wieling im Landgericht Weilheim wechselte, ebenso wie die Hofmark Garatshausen, mehrmals den Besitzer: 1699 gelangte Wieling in den Besitz der Familie Schrenck von Notzing, 1750 der Grafen Vieregg, 1760 der Grafen Basselet von La Rosée und 1834 des Herzogs Max in Bayern. Auch in Traubing und Haunshofen befanden sich Güter der Hofmark.

## Sehenswürdigkeiten
- Bauernhaus mit Ecklisenen aus dem Jahr 1888 in Wieling 1
- Filialkirche St. Nikolaus, erbaut um 1700